# Championnat de la Martinique de football 2009-2010
Navigation
Saison précédente Saison suivante
La saison 2009-2010 du Championnat de la Martinique de football est la quatre-vingt-onzième édition de la première division en Martinique, nommée Régionale 1. Les quatorze formations de l'élite sont réunies au sein d'une poule unique où elles s'affrontent deux fois au cours de la saison. Les trois derniers du classement sont relégués et remplacés par les trois meilleurs clubs de Régionale 2 à l'issue de la saison.
C'est le Racing Club de Rivière-Pilote qui est sacré cette saison après avoir terminé en tête du classement final, avec quatre points d'avance sur l'Aiglon du Lamentin et neuf sur le Club sportif Case-Pilote. Il s’agit du quatrième titre de champion de Martinique de l'histoire du club.

## Qualifications régionales
Les quatre premiers du championnat se qualifient pour la Ligue Antilles 2011.

## Les clubs participants
- Club franciscain
- Club sportif Case-Pilote
- Emulation Schoelcher
- Union sportive du Robert
- Club Colonial de Fort-de-France - Promu de Régionale 2
- Racing Club de Rivière-Pilote
- Aiglon du Lamentin
- L'Essor-Préchotain
- Golden Star de Fort-de-France
- Réveil Sportif Gros-Morne
- Golden Lion de Saint-Joseph - Promu de Régionale 2
- US Diamantinoise
- AC Vert-Pré
- RC Saint-Joseph - Promu de Régionale 2

## Compétition
Le barème de points servant à établir le classement se décompose ainsi :
- Victoire : 4 points
- Match nul : 2 points
- Défaite : 1 point

### Classement
| Rang | Équipe                           | Pts | J  | G  | N  | P  | Bp | Bc | Diff |
| ---- | -------------------------------- | --- | -- | -- | -- | -- | -- | -- | ---- |
| 1    | Racing Club de Rivière-Pilote    | 82  | 26 | 16 | 8  | 2  | 45 | 15 | +30  |
| 2    | Aiglon du Lamentin               | 78  | 26 | 15 | 7  | 4  | 44 | 19 | +25  |
| 3    | Club sportif Case-PiloteC        | 73  | 26 | 12 | 11 | 3  | 46 | 24 | +22  |
| 4    | Club franciscainT                | 69  | 26 | 14 | 4  | 8  | 39 | 30 | +9   |
| 5    | L'Essor-Préchotain               | 61  | 26 | 7  | 14 | 5  | 36 | 30 | +6   |
| 6    | Golden Lion de Saint-JosephP     | 61  | 26 | 9  | 8  | 9  | 26 | 32 | -6   |
| 7    | Union sportive du Robert         | 58  | 26 | 8  | 8  | 10 | 21 | 29 | -8   |
| 8    | Golden Star de Fort-de-France    | 57  | 26 | 8  | 7  | 11 | 28 | 30 | -2   |
| 9    | Club Colonial de Fort-de-FranceP | 57  | 26 | 7  | 10 | 9  | 21 | 26 | -5   |
| 10   | AC Vert-Pré                      | 54  | 26 | 8  | 4  | 14 | 25 | 39 | -14  |
| 11   | Emulation Schoelcher             | 52  | 26 | 6  | 8  | 12 | 24 | 39 | -15  |
| 12   | Réveil Sportif Gros-Morne        | 51  | 26 | 6  | 7  | 13 | 29 | 38 | -9   |
| 13   | RC Saint-JosephP                 | 50  | 26 | 5  | 9  | 12 | 21 | 37 | -16  |
| 14   | US Diamantinoise                 | 46  | 26 | 3  | 11 | 12 | 15 | 32 | -17  |

|  | Qualification pour la Ligue Antilles 2011                                               |
|  | Relégation en deuxième division                                                         |
|  | T : Tenant du titre C : Vainqueur de la Coupe de la Martinique P : Promu de Régionale 2 |

## Bilan de la saison
| Championnat de la Martinique de football 2009-2010 |                                          |
| Champion                                           | Racing Club de Rivière-Pilote (4e titre) |
| Coupes et trophées                                 |                                          |
| Vainqueur de la Coupe de la Martinique 2009-2010   | Club sportif Case-Pilote                 |
| Qualifications continentales                       |                                          |
| Ligue Antilles 2011                                | Racing Club de Rivière-Pilote            |
| Ligue Antilles 2011                                | Aiglon du Lamentin                       |
| Ligue Antilles 2011                                | Club sportif Case-Pilote                 |
| Ligue Antilles 2011                                | Club franciscain                         |
| Promotions et relégations                          |                                          |
| Promus en Régionale 1                              | Samaritaine de Sainte-Marie              |
| Promus en Régionale 1                              | Étoile Basse-Pointe                      |
| Promus en Régionale 1                              | RC Lorrain                               |
| Relégués en Régionale 2                            | Réveil Sportif Gros-Morne                |
| Relégués en Régionale 2                            | RC Saint-Joseph                          |
| Relégués en Régionale 2                            | US Diamantinoise                         |